# Javier Clemente
Javier Clemente Lázaro (ur. 12 marca 1950 w Barakaldo) – hiszpański piłkarz, a także trener piłkarski narodowości baskijskiej.
Największe sukcesy szkoleniowe osiągał w latach 80., kiedy zdobył dwukrotnie mistrzostwo Hiszpanii z Athletic Bilbao i doprowadził RCD Espanyol do finału Pucharu UEFA. W latach 1992–1998 był selekcjonerem reprezentacji Hiszpanii, którą prowadził w 62 meczach, notując 36 zwycięstw, 20 remisów i 6 porażek. Dotarł z nią do ćwierćfinału mistrzostw świata i Europy.
Od czasu rozstania z kadrą nie potrafi nawiązać do sukcesów z lat 80.; z wielu klubów, w których był zatrudniany, zwalniany był już w trakcie sezonu, a cztery z nich (CD Tenerife, Real Murcia, Real Valladolid i Sporting Gijón) spadały do Segunda División. Niepowodzeniem zakończyły się kolejne w jego karierze prace w charakterze selekcjonera – z reprezentacją Serbii przegrał eliminacje do Euro 2008, a z reprezentacją Kamerunu nie zdołał awansować do Pucharu Narodów Afryki 2012.

## Kariera piłkarska
W ciągu pięciu lat gry w Athleticu Bilbao wystąpił w 47 ligowych meczach, w których strzelił pięć goli. Z zespołem ze stolicy Krainy Basków zdobył w 1973 Puchar Króla. Kilka tygodni później, w wieku 23 lat, z powodu przewlekłej kontuzji musiał zakończyć piłkarską karierę.

## Kariera szkoleniowa
Przygodę szkoleniową zaczynał w małych baskijskich klubach. W 1978 trafił do Athleticu, w którym przeszedł wszystkie szczeble trenerskiego wtajemniczenia, aby w trzy lata później objąć stanowisko pierwszego trenera.
W 1983 po prawie trzydziestoletniej przerwie odzyskał dla Bilbao tytuł mistrza kraju. Wynik ten powtórzył rok później, dokładając Puchar Hiszpanii. Młoda drużyna z Urquiagą, De Andrésem, Urtubim, Argotem i bramkarzem Zubizarretą, wspierania doświadczonymi Danim i Andonim Goikoetxeą w kolejnych sezonach zajęła trzecie i czwarte miejsce w lidze. Znana była z ofensywnego i agresywnego stylu gry.
W 1986 Clemente przeniósł się do Espanyolu Barcelona. W sezonie 1987–1988 dotarł z nim do finału Pucharu UEFA, w którym Espanyol uległ w dwumeczu (3:0 i 0:3, karne 2:3) Bayerowi 04 Leverkusen z Polakiem Andrzejem Buncolem w składzie.
Na początku lat 90. baskijski szkoleniowiec doprowadził do wicemistrzostwa kraju Atlético Madryt oraz ponownie, tym razem znacznie krócej i bez większych sukcesów, pracował w Athleticu i Espanyolu. W 1992 przejął od Vicentego Miery stery reprezentacji Hiszpanii.
Wystąpił z nią na trzech międzynarodowych turniejach – na Mundialu 1994 i Euro 1996 Hiszpanie odpadali w ćwierćfinale, a z Mundialem 1998, mimo iż byli wówczas jednymi z głównych faworytów do zdobycia Pucharu Świata, żegnali się już po rundzie grupowej. Clemente został zdymisjonowany na początku eliminacji do Euro 2000 po porażce z Cyprem. Szczególnie w ostatnim okresie swojej pracy z reprezentacją był wielokrotnie krytykowany, przede wszystkim za politykę personalną. Zarzucano mu zbytnie przywiązanie do niektórych piłkarzy, którym ufał bez względu na aktualną formę i pozycję w klubie (Santiago Cañizares był regularnie powoływany do kadry, choć w Realu Madryt był zaledwie rezerwowym). Podnoszono też zarzut faworyzowania w reprezentacji Hiszpanii rodaków selekcjonera (Zubizarreta, Rafael Alkorta, Julen Guerrero, Julio Salinas czy Ismael Urzaiz).
Po zakończeniu sześcioletniej pracy z kadrą pracował w Realu Betis, Realu Sociedad, Tenerifie, Olympique Marsylia i po raz trzeci w Espanyolu, ale z każdego z tych klubów był zwalniany w trakcie sezonu. W 2002 zanotował największą porażkę w swojej trenerskiej karierze – spadek do Segunda División z Tenerife Santa Cruz.
W 2005 zastąpił José Luisa Mendilibara na stanowisku trenera Athleticu Bilbao. Został zdymisjonowany na początku lipca 2006 po tym, jak skrytykował plany transferowe władz klubu.
Po Mundialu 2006 został selekcjonerem reprezentacji Serbii. Półtora roku później, kiedy przegrał eliminacje do Euro 2008, otrzymał wymówienie. Niedługo potem przyjął propozycję prowadzenia kadry Iranu. Ostatecznie jednak nie doszedł do porozumienia z tamtejszą federacją, ponieważ nie chciał przeprowadzić się do Iranu.
Powrócił do ligi hiszpańskiej; pracował w trzech klubach (Real Murcia, Real Valladolid i Sporting Gijón), których nie zdołał utrzymać w ekstraklasie.

## Sukcesy szkoleniowe
- Athletic Bilbao
  - mistrzostwo Hiszpanii 1983 i 1984,
  - Puchar Króla 1984
- RCD Espanyol
  - finał Pucharu UEFA 1987/1988
- Atlético Madryt
  - wicemistrzostwo Hiszpanii 1990
- reprezentacja Hiszpanii:
  - awans do Mundialu 1994 i start w tym turnieju (ćwierćfinał)
  - awans do Euro 1996 i start w tym turnieju (ćwierćfinał)
  - awans do Mundialu 1998 i start w tym turnieju (faza grupowa)